# Norbert Steger
Norbert Steger (Viena, 6 de marzo de 1944) es un abogado austriaco y expolítico por el Partido de la Libertad de Austria (FPÖ). Fue presidente de ese partido entre 1980 y 1986. Ejerció el cargo de Vicecanciller y Ministro del Economía de Austria entre 1983 y 1987.
Bajo su liderazgo, el FPÖ adoptó un programa más liberal y un discurso menos agresivo. Buscó dar un giro al partido, tratando de que fuese la versión austriaca del Partido Democrático Libre alemán, centrándose en el libre mercado y políticas antiestatales. Su hija Petra es miembro de Consejo Nacional.